# Hendrick Joseph Cornelius Maria de Cocq
Hendrick Joseph Cornelius Maria de Cocq, SS.CC. (* 6. Mai 1906 in Tilburg, Niederlande; † 22. Januar 1998 auf den Cookinseln) war ein niederländischer Bischof der römisch-katholischen Kirche. Zwischen 1966 und 1971 war er Bischof von Rarotonga.

## Leben
De Cocq wurde am 22. Juli 1931 zum Priester der Arnsteiner Patres geweiht.
Am 10. Februar 1964 ernannte Papst Paul VI. de Cocq zum Apostolischen Vikar der Cookinseln und Titularbischof von Aquae in Byzacena. Am 28. Juni 1964 weihte der Weihbischof in Wellington, Reginald Delargey, ihn zum Bischof. Er nahm an der dritten und vierten Sitzung des Zweiten Vatikanischen Konzils teil. Als am 21. Juni 1966 das Apostolische Vikariat zum Bistum Rarotonga erhoben wurde, wurde er dessen erster Bischof. Am 28. April 1971 nahm Papst Paul VI. seinen Rücktritt an.